# Santuario reale votivo Madonna delle Grazie
(Ode a Maria Vergine Santissima delle Grazie del 1884)
Il santuario reale votivo Madonna delle Grazie è un edificio religioso che si trova a Racconigi, in via Regina Margherita al centro del popolare quartiere del Borgo Macra.

## Storia

### Le origini: l'apparizione della B.V. delle Grazie del 1493

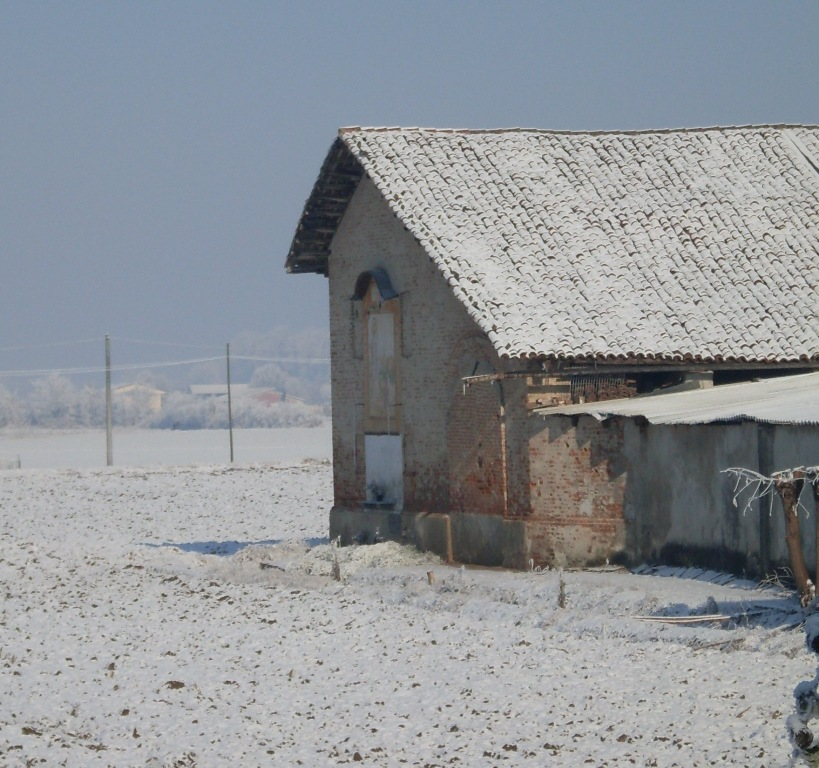
Luogo dell'apparizione del 1493

La tradizione e testi di archivio riferiscono che nel pomeriggio del 16 luglio del 1493, lungo le sponde del fiume Macra, sarebbe apparsa a un pastore sordomuto di nome Giò Antonio Chiavassa la Vergine Maria.
Il giovane sarebbe stato guarito nell'udito e nella parola e si recò in città, dove diede notizia del presunto miracolo ai notabili del luogo, che in segno di ringraziamento fecero dipingere su legno di noce l'icona che ancora oggi si conserva nel santuario.
Cresciuta la devozione nei confronti della B. V. delle Grazie, nel 1494 i padri carmelitani eressero un convento nel luogo dell'apparizione: esso fu poi soppresso e trasformato in cascinale nel 1802 durante l'occupazione napoleonica.
Il luogo della presunta apparizione è ancora oggi individuabile là dove, sul lato occidentale dell'ex convento dei padri carmelitani, si conserva un dipinto dell'evento.

### I voti per la liberazione dalla peste
Più volte la città di Racconigi fu colpita da peste e siccità e in tre occasioni il comune decise di fare solenni voti alla B. V. delle Grazie, al fine di ottenere la liberazione dal flagello.
- Voto del 1742[7] per la liberazione dalla peste che colpiva il bestiame. La novena si conclude il 26 gennaio 1743[8]. Un'abbondante nevicata[6] avrebbe fatto cessare l'epidemia. In ricordo è conservato un quadro ovale a destra dell'altare del santuario.
- Voto del 1753 nel mese di luglio e agosto Racconigi viene colpita da siccità. All'inizio di settembre il comune di Racconigi inizia un triduo di preghiera, al termine del quale sarebbe ritornata la pioggia assente da più di due mesi.
- Voto del 1835: Racconigi è flagellata dal Cholera Morbus, che giornalmente mieteva numerose vittime: nuovamente le autorità comunali si recano per una novena al santuario. Terminata la novena, la città sarebbe stata liberata dal flagello.

Questi eventi, considerati miracolosi dalla popolazione, concorrono ad accrescere la devozione, non solo a Racconigi ma anche nelle zone circostanti, verso la B. V. delle Grazie venerata, allora, nella chiesetta di San Michele e della Madonna della Neve, e sono motivo della successiva edificazione del santuario.

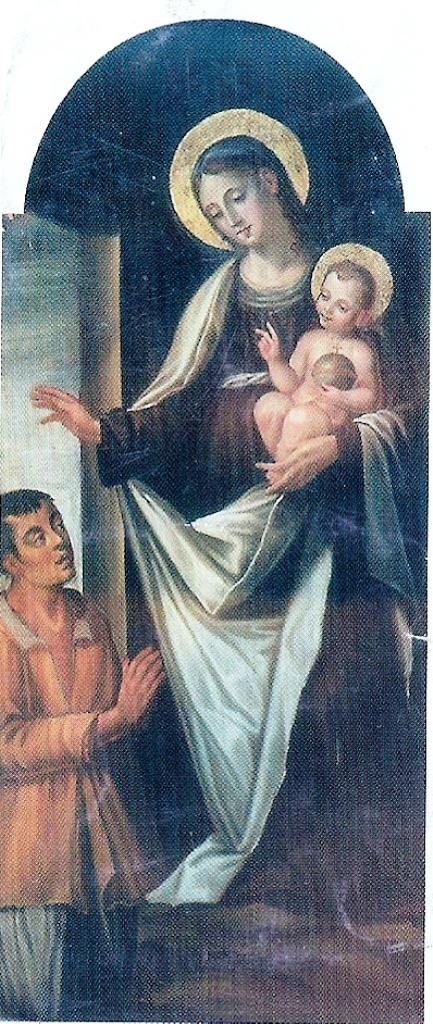
Icona, forse acheropita, della Madonna delle Grazie in ricordo della miracolosa guarigione del sordomunto del 1493

### L'edificazione del nuovo Tempio 1837-38
Cessata l'epidemia di peste, gli abitanti del Borgo Macra, privi di una chiesa sufficientemente capiente e dignitosa per le esigenze della popolazione, decisero di iniziare una raccolta di fondi per edificare un nuovo santuario. La modesta somma raccolta non fu sufficiente.
Nella ricorrenza del 26 agosto 1837 fu invitato ad assistere alla celebrazione re Carlo Alberto con la regina Maria Teresa. Il sovrano, considerato lo stato in cui versava la vecchia chiesa, decise di affidare l'edificazione di un nuovo edificio all'architetto Ernesto Melano, stanziando la somma di centomila lire dell'epoca.
Il santuario, dopo vari progetti, fu edificato in un anno cosicché poté essere aperto al culto il 25 agosto 1838 e consacrato dall'arcivescovo di Torino Monsignor Luigi Fransoni.

## Esterno
Nelle sue forme esterne il santuario rimanda al tempio romano del Pantheon e alla coeva chiesa della Gran Madre di Dio a Torino. La facciata è neoclassica: sei colonne monolitiche in pietra poggianti su robusti basamenti sorreggono il timpano triangolare, alleggerito da una finestra semicircolare posta al centro della facciata. 
La pianta della chiesa è a croce greca, l'abside è poco profonda. Nella parte retrostante l'abside vi è una galleria circolare su cui si affaccia la sacrestia. La cupola sovrasta l'edificio e culmina in un cupolino centrale: la copertura è formata da lastre di piombo. L'edificio è affiancato da un campanile, posto sul lato destro a ridosso dell'abside.

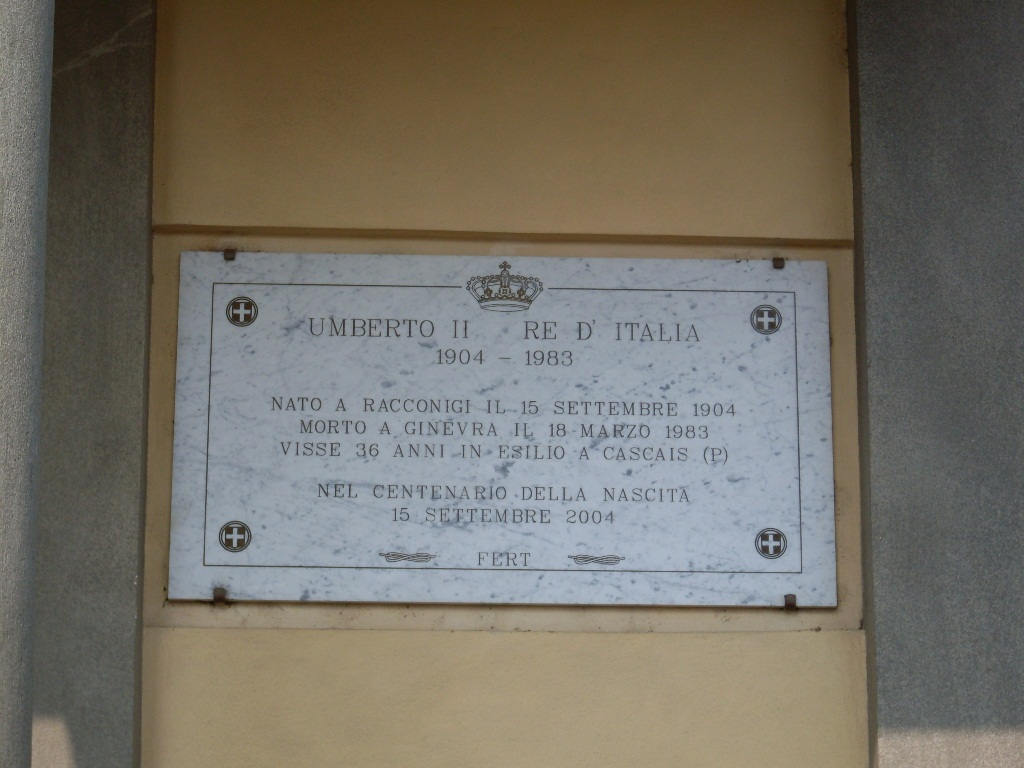
Lapide in memoria di Umberto II di Savoia murata sulla facciata del santuario

## Interno
Il santuario è ad aula unica. L'interno è privo di affreschi, le pareti sono dipinte di intonaco color crema e bianco, in modo da far risaltare le linee architettoniche neoclassiche. La zona del presbiterio è occupata dall'altare in marmo, opera dello scultore Gaggini su disegno attribuito a Pelagio Palagi. Incassato nell'altare maggiore vi è il tabernacolo, con porta dorata e figure sbalzate. Nell'abside è ospitata l'icona su legno di noce dipinta nel 1493 in ricordo del miracolo.
Ai lati della navata vi sono due altari, uno dei quali dedicato a san Michele Arcangelo e uno dedicato al beato Umberto di Savoia.
Il pavimento in marmo è decorato con un mosaico centrale rappresentante lo stemma reale di casa Savoia. A ridosso dell'abside corre una galleria comunicante con la sacrestia, in cui sono conservati gli ex voto offerti alla Madonna delle Grazie.
La cupola è internamente decorata con cassettoni concentrici e alla sua sommità da dodici stelle dorate dipinte su sfondo blu

## Lapidi e tombe reali
All'interno del santuario, presso l'ingresso, sul lato destro furono inumati, nel 1911, alcuni esponenti della famiglia dei Savoia-Villafranca:
- Eugenio Ilarione con la consorte Elisabetta di Boisgarin
- Giuseppe Maria cavaliere di Savoia con la moglie Paolina Antonietta de Quelen.

Presso l'altare di destra una lapide viene dedicata alla memoria di Umberto II di Savoia, particolarmente devoto all'immagine delle Vergine delle Grazie. Vicino all'altare un'altra lapide ricorda la fondazione del santuario grazie alla munificenza di Carlo Alberto di Savoia.
Sulla facciata esterna altre due lapidi sono state murate, nel 2004, centenario della nascita di Umberto II, e riportano una dedica a Carlo Alberto e Umberto II.

## Elenco rettori del santuario
Sono qui elencati in ordine cronologico i rettori del santuario. Per tradizione la nomina avviene da parte dell'arcivescovo di Torino, con il placet dei rappresentanti di Casa Savoia.
- don Giovanni Ribotta (1838-1865)
- don Sebastiano Bella (1865-1897)
- don Biagio Ballatore (1897-1925)
- monsignor Giovanni Bergoglio (1925-1949)
- canonico Lorenzo Osella
- canonico Stefano Traversa (?-1973)
- monsignor Gianfranco Troya (1973)

## Curiosità
Sono qui riportati alcuni episodi legati al santuario che, essendo parte della tradizione locale, contribuiscono a meglio caratterizzare la devozione verso la B. V. delle Grazie e la storia della chiesa. 
- Il progetto iniziale del nuovo santuario prevedeva che l'edificio avesse la facciata rivolta a occidente[18]. La popolazione si oppose, chiedendo che la facciata della chiesa fosse invece rivolta a est. La motivazione fu che La Madonna deve guardare il suo Borgo, Il santuario fu quindi costruito con abside a occidente e ingresso rivolto a oriente.
- Nel 1935, nel centenario della liberazione dal colera asiatico, furono promossi festeggiamenti. Si organizzò una processione che doveva trasportare il quadro della Vergine nella chiesa parrocchiale di San Giovanni Battista, per una solenne cerimonia. Nonostante la bella giornata estiva, appena l'icona fu posta sul carro processionale iniziò un furioso temporale, che durò fintanto che l'immagine non tornò al suo posto nella nicchia dell'abside del santuario. Si disse allora che la Madonna non vuole uscire dalla sua chiesa[19].